# Tunnel of Love (песня Dire Straits)
«Tunnel of Love» — песня группы Dire Straits из альбома Making Movies. Помимо релиза в виде ведущего сингла пластинки, композиция выпускалась на концертных альбомах Alchemy: Dire Straits Live и Live at the BBC, а также на сборниках Money for Nothing, Sultans of Swing: The Very Best of Dire Straits и The Best of Dire Straits & Mark Knopfler: Private Investigations. Также песня звучит в фильме Тейлора Хэкфорда «Офицер и джентльмен».

## История
«Tunnel of Love» — одна из трёх песен Dire Straits, написанная Марком Нопфлером в соавторстве (две другие — «Money for Nothing» и «What’s The Matter Baby?»). Несмотря на то, что фактически она была полностью сочинена Нопфлером, открывающая инструментальная композиция представляет собой аранжировку «Карусельного вальса» из мюзикла Роджерса и Хаммерштейна «Карусель».
В «Tunnel of Love» упоминается развлекательный центр Спэниш-сити, в котором на момент выхода песни находился парк аттракционов. Спэниш-сити располагается в заливе Уитли, о чем также упоминается в конце произведения (вместе с Каллеркоутс). Текст посвящён истории юноши, который встречает в парке развлечений молодую девушку и проводит с ней весь день. В конце песни он теряет её в толпе и не может найти.
Обозреватель портала Ultimate Classic Rock Майкл Галлуччи поставил «Tunnel of Love» на 4-е место среди лучших песен Dire Straits отметив, что она содержит лучшее гитарное соло Марка Нопфлера. Пол Рис из журнала Classic Rock присудил песне 2-е место в аналогичном рейтинге, заявив, что она сочетает в себе «самые яркие элементы творчества Дилана и Спрингстина с выдержкой Geordie».
Для песни было снято два музыкальных видео. В первом Марк Нопфлер, Джон Иллсли и Пик Уизерс выступают в пустом зале, кадры музыкантов перемежаются с визуальными образами, в первую очередь с «лирической героиней», которую играет юная Лесли Эш. Согласно сюжету второго клипа, пара влюблённых убегает от группы солдат, которые начинают преследовать их на ярмарке развлечений.

## Концертные исполнения
На концертах 1980-х годов Dire Straits исполняли центральную тему композиции The Animals «Don’t Let Me Be Misunderstood» во время расширенного инструментального вступления к песне, поскольку Нопфлер пел о родном городе этой группы — Ньюкасле. Заключительное соло Нопфлера за эти годы получило множество хвалебных отзывов: 
На протяжении всей песни Марк Нопфлер драматизирует эту близкую встречу, используя свою гитару в качестве Хора. [...] Позже, когда Нопфлер идёт в одиночестве мимо „каруселей и карнавальных различений“ в ожидании ещё одного вечера и встречи с ещё одной девушкой, он оборачивает свой голос, как ветхий старый плащ, вокруг переливающегося нежными звуками пианино Биттана, и длинное гитарное соло заканчивает трек. Каким-то образом вызывающий воспоминания стон гитары артиста наталкивает на более глубокую мысль, чем предполагает метафора «жизнь — как карнавал».
Марк Нопфлер также иногда исполнял мелодию из припева песни «Stop! In the Name of Love» группы The Supremes в качестве дополнительного вступления перед «Carousel Waltz» во время концертов.

## Культурные отсылки
«Tunnel of Love» упоминается в романе «Всего хорошего, и спасибо за рыбу!» Дугласа Адамса (он подтвердил это в одном из интервью), в сцене когда Артур Дент слушает пластинку Dire Straits: 
У Марка Нопфлера есть чудесный дар — заставлять гитару марки „Шектер кастом стратокастер“ петь и завывать, точно ангелы в субботнюю ночь, когда они утомились всю неделю хорошо себя вести и желают крепкого пива.

## Участники записи
| Dire Straits - Марк Нопфлер — вокал, гитара - Джон Иллсли — бас, бэк-вокал - Пик Уизерс — ударные, бэк-вокал | Дополнительные музыканты - Рой Биттан — фортепиано, орган Хаммонда - Сид Макгиннис — гитара (авторство не указано) |

## Сертификация
| Регион                                                                      | Сертификация | Продажи |
| --------------------------------------------------------------------------- | ------------ | ------- |
| Италия (FIMI) · уровень продаж с 2009 года                                  | Золотой      | 35 000  |
| Данные о продажах + прослушиваниях приведены только на основе сертификации. |              |         |